# Кухар Роман Михайлович
Кухар Роман Михайлович (псевдонім Володимир Р.) (*21 лютого 1920, Львів — †24 червня 2007, Канзас) — український прозаїк, поет, літературознавець, перекладач, публіцист, співак. Професор Канзаського університету (штат Канзас, США).

## Біографія
Народ. 21 лютого 1920 р. у Львові, закінчив філію Академічної гімназії у Львовів (1938). Навчався у
Львівському університеті (1939—1940), Музичному інституті ім. Лисенка (1941—1943). У 1943 р. емігрував. Навчався у Віденській консерваторії (1943—1945). Закінчив факультет славістики Гайдельберзького університету (1948, Німеччина), музикознавства Колорадського університету (1952),
бібліотекознавства Інституту Пратта у Бруклині (1959, США). З 1951 р. мешкав у США. Захистив дисертацію «Драматичні поеми Лесі Українки» в Українському вільному університеті (1962, Мюнхен).
Друкувався з 1951 р., з 1962 р. — професор Канзаського університету (штат Канзас, США). Викладав німецьку і слов'янські мови і літератури, був головою департаменту чужоземних мов у Стейтовому університеті. Був засновником і головним редактором квартальника «Верховина» (з 2000 р.).
24 червня 2007 р. помер у Канзасі (США).

## Творчий доробок
Автор поетичних збірок «Палкі серця» (1964), «Височій, життя!» [Архівовано 2 листопада 2021 у Wayback Machine.] (1970), «Прапори думки» [Архівовано 2 листопада 2021 у Wayback Machine.] (1970); повістей «Прощавай, минуле!» [Архівовано 2 листопада 2021 у Wayback Machine.] (1977), «Манівцями» (1989), «Поцейбіч борсань» (1996), «Тиверська провесінь» (1997); роману «Нація на світанку» (1973—1979); збірки художніх нарисів «Простір і воля» (1972), «Записана книга»; збірки драматичних творів «Сучасний вертеп» (1973), перекладів «Поезія в перекладах» [Архівовано 2 листопада 2021 у Wayback Machine.] (1970); наукових праць «Віденська Січ» (1994), «До джерел драматургії Лесі Українки» (2000), «Буття в літературі» (2002). Дійсний член Наукового товариства ім. Шевченка, член ОУП «Слово», Національної спілки письменників України.
Окремі твори:
- Володимир Р. Андрій Первозваний. Історична повість [Архівовано 2 листопада 2021 у Wayback Machine.]. — К.: Україна, 1997. — 220 с.
- Володимир Р. Нація на світанку. [Архівовано 2 листопада 2021 у Wayback Machine.] — Мюнхен: Українське видавництво, 1973.
- Володимир Р. Палкі серця [Архівовано 2 листопада 2021 у Wayback Machine.]. — Лондон, 1964. — 211 с.
- Володимир Р. Простір і воля. Нариси з мандрівок [Архівовано 2 листопада 2021 у Wayback Machine.]. — Лондон, 1972. — 104 с.
- Володимир Р. Сучасний вертеп: Драматичні твори. — Мюнхен: Українське видавництво, 1973. — 171 с.
- Кухар Р. До блакитних вершин. — Лондон: Об-ня абсольвентів Укр. Академічної гімназії у Львові, ЗСА, 1981. — 146 с.
- Кухар Р. В. Манівцями. Повість із сучасного побуту в Америці. — Буенос-Айрес: Вид-во Ю. Середяка, 1989. — 247 с.